# جوش اصلاح
جوش اصلاح (انگلیسی: Pseudofolliculitis barbae) یک سوزش مداوم ناشی از اصلاح است که اولین بار در سال ۱۹۵۶ توصیف شد